# Arbeitsgemeinschaft Katholische Religionspädagogik und Katechetik
Die Arbeitsgemeinschaft Katholische Religionspädagogik und Katechetik (AKRK) ist der ein Fachverband von wissenschaftlich arbeitenden Religionspädagogen im deutschsprachigen Raum.
Der Verband veranstaltet im zweijährlichen Turnus einen wissenschaftlichen Kongress. Es bestehen Sektionen zu den Themen Didaktik, empirische Religionspädagogik und außerschulische religiöse Bildung und Katechese. Arbeitskreise sind eingerichtet zu historischer Religionspädagogik und für Religionspädagoginnen, ein weiterer dient dem Austausch der Religionspädagogen aus dem Rhein-Main-Gebiet. Die Veranstaltungen der Sektionen und Arbeitskreise finden in der Zeit zwischen den Kongressen statt.
Die AKRK gibt die Zeitschrift Religionspädagogische Beiträge (rpb) heraus, die inhaltlich von der Schriftleitung verantwortet wird und allen Autoren offensteht. Kriterium ist die Qualität der Beiträge im Themenbereich Religionspädagogik und Katechetik.
Die AKRK ist Mitglied in der Gesellschaft für Fachdidaktik und assoziiert zum Deutschen Katecheten-Verein.